# Bergeshöveder Berg
Der Bergeshöveder Berg ist eine 115 m ü. NHN hohe Erhebung im Teutoburger Wald. Er liegt nördlich der Riesenbecker Bauerschaft Bergeshövede.
Westlich des Bergeshöveder Berges liegt der durch den Mittellandkanal und die Gravenhorster Schlucht vom restlichen Teutoburger Wald abgetrennte Huckberg. Mit den östlich gelegenen Riesenbecker Berg, Lagerberg und dem Birgter Berg bildet der Bergeshöveder Berg den Riesenbecker Osning. Dieser Teil des Teutoburger Waldes wird im Osten durch die B 219 am Dörenther Berg unterbrochen.

## Weltrekordflug von Robert Kronfeld

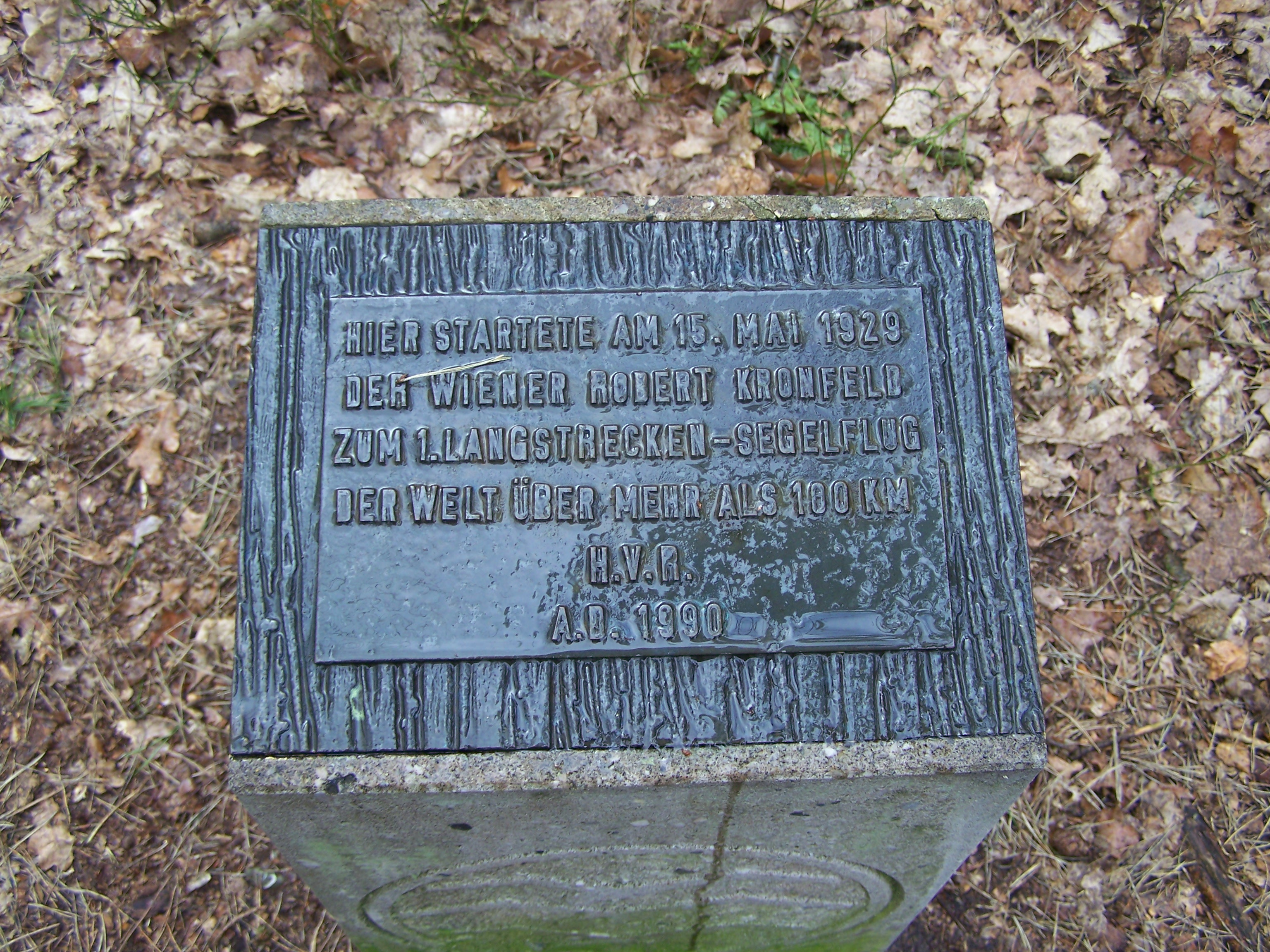
Inschrift des Gedenksteins am Bergeshöveder Berg

Am 15. Mai 1929 startete der österreichische Flugpionier Robert Kronfeld aus Wien vom Bergeshöveder Berg mit seinem Segelflieger „Wien“ erfolgreich zum 1. Langstrecken-Segelflug der Welt über 100 km. Dieser Flug wurde ausgeschrieben am 30. September 1928 von der Sonntagszeitung Grüne Post und war mit 5000 Reichsmark Preisgeld dotiert.
Sein Startplatz war zwischen der heute noch existierenden Gaststätte „Zum alten Fritz“ und der Kanalbrücke in der Nähe des Hermannsweges. An der Stelle erinnert heute ein vom Riesenbecker Heimatverein 1991 aufgestelltes Denkmal an diese fliegerische Leistung. Mit der Landung nach 102,2 km in Heiligenkirchen bei Detmold beendete er seinen Rekordflug als erster Segelfliegerpilot der diese magische Grenze durchbrach.